# اسلام‌آباد (بخش مرکزی ممسنی)
قلعه‌شاهی که پس از انقلاب اسلامی به اسلام‌آباد تغییر نام داد، روستایی در دهستان بکش یک بخش مرکزی شهرستان ممسنی استان فارس ایران است.

## جمعیت
بر پایه سرشماری عمومی نفوس و مسکن در سال ۱۳۹۵ جمعیت این مکان ۲۲۷ نفر (۶۲ خانوار) بوده‌است.